# Paula Klamburg
Paula Klamburg i Roque (* 20. September 1989 in Barcelona) ist eine spanische Synchronschwimmerin aus Katalonien. Im Teamwettbewerb der Olympischen Spiele 2012 gewann sie eine Bronzemedaille und bei den Schwimmweltmeisterschaften 2013 mit der spanischen Mannschaft drei Silbermedaillen.

## Erfolge
Bei den Olympischen Sommerspielen 2012 in London errang sie mit der spanischen Mannschaft im Teamwettbewerb die Bronzemedaille hinter Russland und China.
Bei den Schwimmweltmeisterschaften 2013 in Barcelona kam Spanien mit ihr zu drei Silbermedaillen, und zwar im technischen wie im freien Teamwettbewerb sowie in der Freien Kombination. Sieger war auch hier jedes Mal Russland, während die Ukraine die Bronzemedaillen holte.
Bei den Schwimmeuropameisterschaften 2014 in Berlin lag die Ukraine in der Kombination vorne, Spanien mit Klamburg verwies in diesem Wettbewerb Italien auf Rang drei. Im Teamwettbewerb holte Russland wieder Gold vor der Ukraine und Klamburgs Mannschaft.
Im Kombinationswettbewerb der Schwimmweltmeisterschaften 2015 im russischen Kasan landete Spanien mit Klamburg dagegen nur auf dem 5. Rang genauso wie in beiden Teamentscheidungen.